# Carbonarisme
 (février 2021).
Si vous disposez d'ouvrages ou d'articles de référence ou si vous connaissez des sites web de qualité traitant du thème abordé ici, merci de compléter l'article en donnant les références utiles à sa vérifiabilité et en les liant à la section « Notes et références ».

Le drapeau carbonariste.

Le carbonarisme (pour l'Italie) ou charbonnerie (pour la France) est un mouvement initiatique et secret, à forte connotation politique, présent en Italie, en France, au Portugal et en Espagne au début et au milieu du XIXe siècle. Il a notamment contribué au processus de l'unification de l'Italie.

## Origines

### Compagnonnages charbonniers (XIe–XVIIIesiècles)
La Charbonnerie tire son nom des rites d'initiation des forestiers (rituels forestiers) fabriquant le charbon de bois à l'origine dans le Jura et en Franche-Comté.
Ces sociétés de « bons cousins charbonniers » sont très antérieures au phénomène politique du carbonarisme. Issues de l'ancienne corporation du métier de charbonnier, ces associations usaient de signes secrets de reconnaissance et favorisaient l'hospitalité et l'entraide. Chaque section locale d'une société des « bons cousins » s'appelle une « vente » (vendita en italien) - une vente est le nom donné au contrat de coupe de bois, par extension à la parcelle de forêt concernée par cette coupe réglée.
La tradition du compagnonnage charbonnier se réfère à la figure de saint Thibaut, fils d'un noble champenois et à sa légende, prégnante du Luxembourg et de la Belgique à l'Italie, peu après l'an mil. Ce courant s'apparente au courant érémitique des camaldules et, par la suite, à leurs cousinages franciscains. Comme tous les compagnonnages au Moyen Âge, il était lié à la pratique du pèlerinage de Compostelle.
Mais à la différence des compagnonnages de maître Jacques, de Salomon et du père Soubise (le plus proche car regroupant les métiers du bois et les premiers compagnonnages de couverture), les charbonniers refuseront de s'« embourgeoiser », respectant en cela, volontairement ou non, le détachement du fondateur mythique vis-à-vis du monde. D'où la réalité et les légendes de forêts abritant proscrits et rejetés de la société, au long des siècles, notamment pendant la guerre de Cent Ans ou les guerres de religion, de rencontres « fortuites » de nobles « se perdant dans la forêt » et se faisant initier aux rites des plus humbles de leurs sujets : François Ier, Henri IV…

### Débuts du carbonarisme politique (débutXIXesiècle)
Le phénomène politique de la Charbonnerie a d'abord été italien, avant de revenir par la suite en France. C'est le révolutionnaire français Pierre-Joseph Briot, franc-maçon du rite de Misraïm et « Bon cousin charbonnier » du rite du Grand Alexandre de la confiance, qui introduit ce rite à Naples, à la fin de l'année 1809. Il participe probablement à l'unification de divers groupes italiens sous l'égide de la Carbonaria.
La figure de l'Italien Philippe Buonarroti, lui aussi héritier de l'illuminisme émancipateur du christianisme ésotérique du XVIIIe siècle (avec des sources rosicruciennes) doit être mise en valeur : il a été l'âme, avec Briot, d'insurrections en France et en Italie, dans la future Belgique et jusqu'en Pologne, à la tête de la Haute Vente.
Les sociétés secrètes de la mouvance carbonariste sont à l'origine de la première grande vague d'agitation contre l'ordre établi en 1815 par le Congrès de Vienne. À une revendication de libéralisation du système politique s'ajoute, le cas échéant, la volonté d'unité ou d'indépendance nationale. L'inquiétude du pouvoir vis-à-vis du mouvement carbonariste transparaît dans plusieurs passages du roman de Stendhal, Lucien Leuwen (1834).

## En Italie
Après 1817, le carbonarisme entretint une agitation endémique dans la péninsule italienne. Elle débuta par le soulèvement de Macerata, dans les Marches pontificales (1817), et elle culmina dans la vague révolutionnaire de 1820-1821, à Naples et en Piémont où Charles-Albert de Savoie-Carignan, héritier du trône, avait encouragé les conspirateurs.

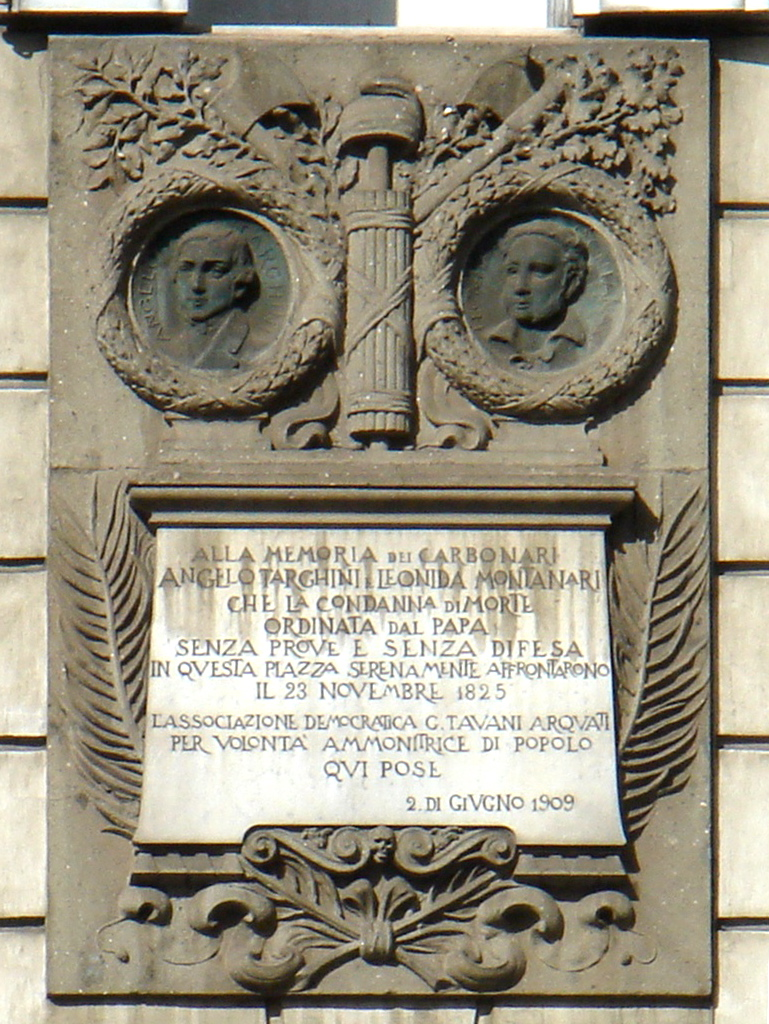
Plaque à la mémoire d’Angelo Targhini et Leonida Montanari, condamnés à mort par le pape en 1825 (Rome, piazza del Popolo).

En juillet 1820, une insurrection dirigée par le général Guglielmo Pepe fut organisée à Naples par la Carbonaria pour obtenir de Ferdinand Ier une constitution.
Ces mouvements furent condamnés par les puissances conservatrices, dans le cadre de la politique des Congrès : congrès de Troppau en octobre 1820 (qui autorise l'intervention directe de l'Autriche) et de Laybach en janvier 1821.
En mars 1821, les Carbonari dirigés par l'officier Santorre di Santarosa orchestrèrent un nouveau soulèvement dans le Piémont qui mena à l'abdication du souverain Victor-Emmanuel Ier et à l'accession de son frère au pouvoir Charles-Félix. Dans les deux cas, le souverain accorda une constitution avant que les troupes autrichiennes n'interviennent pour rétablir l'absolutisme. Les constitutions furent ensuite abrogées et la répression féroce.
L’échec de ces mouvements déclencha une réaction des autorités dans les États pontificaux et dans le royaume lombard-vénitien. Les condamnations, puis les souffrances, dans les cachots du Spielberg, de Silvio Pellico et Pietro Maroncelli (1820), de Federico Confalonieri, Andryane et Pallavicino (1823-1824) sensibilisèrent l’opinion européenne à la cause italienne.
Les carbonari étaient généralement considérés comme étant farouchement anticléricaux, et plusieurs affaires de l'époque mettent en relief l'opposition farouche entre ce mouvement et l'Église catholique, dont la plus célèbre demeure l'hypothétique « conspiration de la Haute-Vente ».
Le document La Formation Permanente de la Alta Vendita (Haute Vente), était un document attribué aux Carbonari par leurs adversaires politiques, qui dressait tout un plan d'infiltration et de corruption de l'Église catholique. Ces papiers tombèrent entre les mains de Grégoire XVI. Ce document fut publié à la requête du Pape Pie IX par Jacques Crétineau-Joly dans son livre : L'Église Romaine en face de la Révolution. Par son bref d'approbation du 25 février 1861 adressé à l'auteur, le Pape Pie IX a garanti l'authenticité des documents révélés mais il n'a autorisé personne à divulguer les vrais noms des membres de la Alta Vendita impliqués dans les documents, dont le pseudonyme de Nubius. Après cette affaire, l'abbé George Dillon dénonce les liens entre la franc-maçonnerie et les carbonari. Parmi les documents mis à la disposition de Crétineau-Joly pour écrire son livre figure une lettre attribuée à un membre de la Haute-Vente, nommé Piccolo-Tigre, fondateur lui-même d'une Vente, qui aurait écrit à ses membres le 18 janvier 1822 des instructions sur les moyens à prendre pour racoler des membres importants.

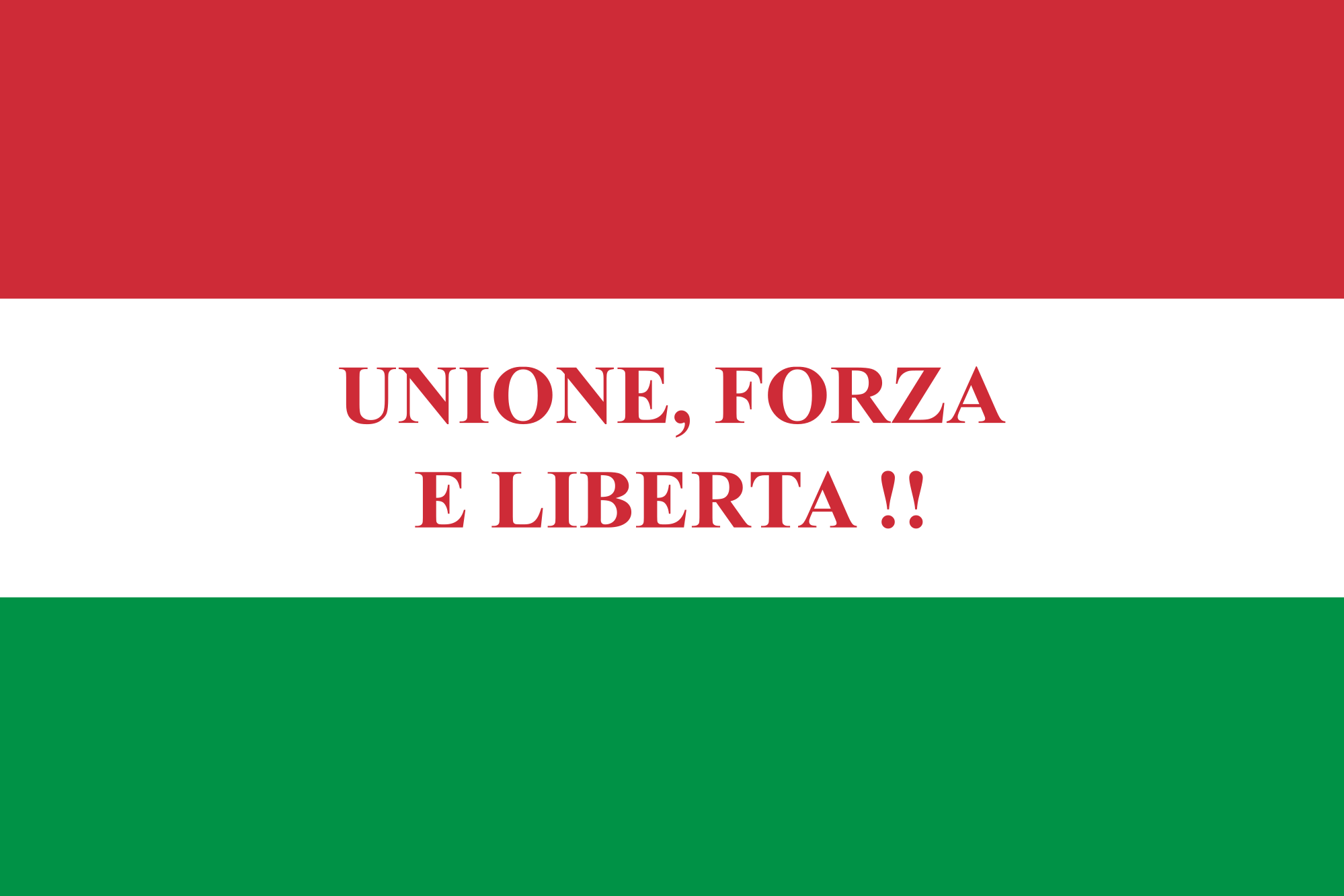
Le drapeau de la Giovine Italia.

C'est en rupture avec le carbonarisme que naquit le mouvement Giovine Italia (« Jeune Italie »), créé à Marseille en 1831 par des carbonari en exil, et dirigé par Giuseppe Mazzini. Après en avoir été un des dirigeants, il commença une analyse de l'échec des émeutes dans les duchés et les légations pontificales de 1831 et il pensa que les groupes carbonari avaient échoué surtout en raison de la contradiction de leurs programmes et l'hétérogénéité de la classe qui en faisait partie et qu'il n'avait pas été possible de réaliser une amplification du mouvement insurrectionnel en raison de l'étroitesse des projets politiques des différentes provinces, il en avait été ainsi lors des émeutes de Turin de 1821 quand les tentatives de fraternisation avec les Lombards avaient échoué. Enfin il fallait renoncer, comme en 1821, à rechercher l'appui des princes et, comme dans les émeutes de 1830-1831, l'aide des Français.
Buonarroti, alors inspirateur des carbonari avant sa disparition en 1838, ne vit pas le plus grand achèvement pratique de son œuvre : la libération et réunification de l'Italie en partie menée par le « Bon Cousin » Garibaldi, par ailleurs illustre hiérophante de Memphis Misraïm : ce qui prouve, s'il en était besoin, l'étroite relation entre l'institution « belle et rebelle » de la maçonnerie et les carbonari, la première servant de vivier à la seconde.

## En France

### Restauration et monarchie de Juillet (1815-1848)

Emblème maçonnique du carbonarisme italien.

La répression de l'opposition politique par la Restauration suscita, la floraison entre 1815 et 1830 d’une série de sociétés secrètes, à vocation politique, ayant pour objectif le renversement de la monarchie. Précédée par les Illuminés de Bavière (1776-1785), les Bons Cousins charbonniers de Franche-Comté à la fin du XVIIIe siècle, les Carbonari italiens à partir de 1810, l’Union de Joseph Rey à partir de 1816, enfin par la loge maçonnique des Amis de la liberté créée en 1820, le puissant mouvement de la Charbonnerie française organisa en 1822 une série conséquente de conspirations militaires. Le secret, l’initiation, la stricte hiérarchisation, les traditions maçonniques mystiques ainsi que celles du compagnonnage, vont fournir un cadre idéal au mouvement révolutionnaire du premier quart du XIXe siècle. Les échecs de ces sociétés secrètes seront dus à l’hétérogénéité de leurs membres, et leur absence de programme politique précis. La conspiration permanente fera place, à partir de 1833, à la Charbonnerie démocratique universelle, qui s’efforcera plutôt de former politiquement l’opinion.
La Charbonnerie se répandit en France vers 1818. De type politique, rassemblant des républicains, des bonapartistes et, en général tous les mécontents, elle s'opposa à la Restauration, organisant des complots pour la renverser. La police française estima leur nombre à 20 000 pour la seule ville de Paris et ils étaient répandus sur 25 départements.
Le conseil suprême de la société secrète était nommé Haute-Vente. Il se composa d’abord des membres suivants : Bazard, Bonnias, Flottard, Buchez, Dugied, Cariol et Limpérani, fondateurs de la Charbonnerie ; en 1820, ils furent rejoints par La Fayette et son fils, par Dupond de l'Eure, Voyer d'Argenson, Manuel, de Corcelle père, François Mauguin, Barthe, Mérilhou, Beauséjour, Jean-Jacques Koechlin et de Schonen. Pendant l'été 1820, la conspiration dite du bazard français impliquant La Fayette est découverte avant son déclenchement. Le gouvernement modère la répression afin de ne pas susciter une mobilisation trop forte.
Cette Haute-Vente dirigeait les Ventes particulières composées de vingt membres. Ce mouvement était cloisonné, ceux des ventes inférieures ne connaissaient pas ceux des ventes supérieures et les ventes étaient inconnues les unes aux autres. Chaque membre versait une cotisation mensuelle d'un franc germinal et devait se pourvoir d'un fusil et de cinquante cartouches. Chaque vente devait se tenir prête à obéir sans discussions aux ordres de la vente supérieure.
Très active de 1820 à 1823, elle ne conduisit qu'à des coups de main que le pouvoir put déjouer sans grande difficulté. En décembre 1821, un premier complot est découvert au sein de l'école de cavalerie de Saumur. Début 1822, des complots similaires sont déjoués à Belfort, Toulon et Nantes. Le 25 février 1822, des éléments de la garde nationale sous les ordres du général Berton s'emparent de la ville de Thouars et marchent vers Saumur le lendemain, mais échouent à mobiliser la population. C'est à cette période qu'éclate l’affaire des quatre sergents de La Rochelle qui a le plus fort impact sur l'opinion. La condamnation à mort et l'exécution des sergents Bories, Pommier, Raoulx et Goubin en font des icônes du mouvement républicain.
La dispersion de ses chefs en 1822 lui fut fatale ; plusieurs de ses membres influents se rallièrent au gouvernement de Louis-Philippe Ier en 1830 et d'autres fondèrent la Charbonnerie démocratique selon les théories de Babeuf.

### Seconde moitié duXIXesiècle
L'industrialisation eut ainsi raison de mouvements dont la base sociologique était surtout celle des artisans. Les derniers carbonari, pour se limiter à ce que nous connaissons en France, après la Commune et l'avènement de la très bourgeoise Troisième République, dans un climat de positivisme scientiste, se réfugièrent dans les quelques loges de Memphis Misraim où l'Illuminisme subsistait, à couvert.
Dans les années 1880, la loge indépendante « arc en ciel » s'agrégea au Grand Orient. Parallèlement, le Martinisme naissant, bâti par le docteur d'Encausse, devait préserver, avec quelques anciens affiliés, certains symboles, tels les draps blanc, rouge et noir, le bâton, les masques et son caractère chrétien ésotérique.
Ailleurs, à travers Memphis Misraim en Italie, Amérique du Sud et Proche-Orient (dont le Liban), le carbonarisme persista, toujours inclus dans la « coque » du rite « égyptien » et devait s'imprégner de philosophie anarchiste et libertaire comme ce fut aussi le cas en France (d'Enfantin aux joyeuses ventes de Belleville, sans plus aucune référence chrétienne) : il inspira aussi par quelques compagnons, le syndicalisme révolutionnaire dont la CGT du début du XXe siècle puis la CNT (espagnole et française) arborent toujours les couleurs rouge et noire…

### XXesiècle
Dans l'aspect rituel, au XXe siècle, en France, Memphis Misraim et le martinisme, à travers leurs vicissitudes, devaient conserver les archives et l'esprit des ventes carbonari : à travers ces filiations et celle d'une pratique familiale, le 9 septembre 1981, fut institué l'ordre des bons cousins forestiers rétabli, au milieu des clairières de Paris et de Normandie, près de Rouen, avec des ventes en Belgique.
Roger Lecotté, fondateur du musée du Compagnonnage de Tours et lui-même compagnon, fut, dans ses dernières années, membre de l'ordre et contribua à préserver, avec sa connaissance des rituels charbonniers anciens, le caractère compagnonnique du rite.
Le 9 septembre 1983, une patente signée avec le très illustre hiérophante Iacobus d'une lignée de Memphis Misraim issue du Liban, donna à l'ordre une assise supplémentaire dans la transmission et de l'esprit et de la forme: entre les membres de la haute vente, par patente, une équivalence de grades instituée entre Supérieurs inconnus martinistes et Premiers Compagnons dirigeant les ventes. Cet apport de l'Orient devait éclore quelques années plus tard dans la mise à jour d'un courant soufi chrétien souterrain, autour du « cinquième évangile ».
Le rituel alors pratiqué est d'ailleurs publié dans un des ouvrages du T I Iacobus (Les dix roues secrètes).
Parallèlement, une résurgence d'une lignée différente (rite des fendeurs), reprenant le rite du chevalier de Beauchêne, fut menée par le grand maître de la grande Loge Humanitas. Cette résurgence est actuellement reprise par la Haute Vente de la Renouée.

## Au Portugal
Au Portugal, une première « Carbonária Portuguesa » est établie en 1822. Dans les premières décennies, le carbonarisme a des ambitions limitées, et surtout localisées : différentes associations indépendantes font leur apparition, peu liées entre elles et avec une faible capacité d'intervention sociale. De manière générale, ces associations durent peu et laissent peu de trace historique.
Une Carbonária qui joue un rôle d'importance dans la politique nationale portugaise est fondée en 1896 par Luz de Almeida (pt). Elle exerce une certaine activité dans le domaine de l'éducation populaire et est impliquée dans différentes conspirations antimonarchique. Elle reste dans l'Histoire pour sa participation à l'assassinat du roi Charles Ier et du prince héritier Louis-Philippe, et à la révolution du 5 octobre 1910 où elle est associée au Parti républicain.

## En Espagne
En Espagne, les organisations semblables se nommaient « carbonarios ».

## Charbonnerie dans les arts et la fiction

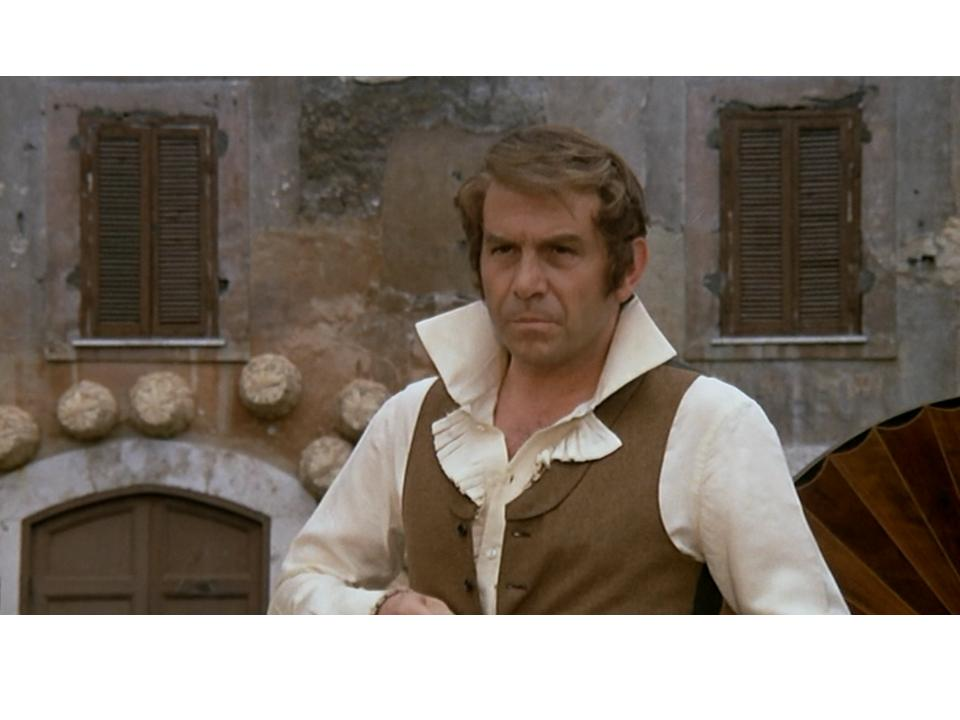
Enrico Maria Salerno dans le film Les Conspirateurs (1969).

### Littérature

#### Romans
- 1825 : Le Malheur d'avoir de l'esprit d'Alexandre Griboiedov[12].
- 1829 : Vanina Vanini de Stendhal.
- 1833 : Rome souterraine de Charles Didier.
- 1834 : Lucien Leuwen de Stendhal.
- 1841 : Le Compagnon du Tour de France de George Sand.
- 1843 : Le Corricolo d'Alexandre Dumas[13].
- 1850 : Le Trou de l'Enfer, Dieu dispose d'Alexandre Dumas.
- 1851 : Les Mohicans de Paris d'Alexandre Dumas.
- 1951 : Le Hussard sur le toit de Jean Giono.
- 1957 : Le Bonheur fou de Jean Giono.
- 1994 : Les Enfants du Golo - Le Temps des Carbonari de Claude Bourguignon-Frasseto.
- 2010 : Le Cimetière de Prague d'Umberto Eco.

#### Bande dessinée
- 2001 : Le Décalogue, tome VII de Frank Giroud et Paul Gillon

### Cinéma
- 1920 : Le Cercle blanc de Maurice Tourneur.
- 1949 : Les Amours de Lord Byron de David MacDonald.
- 1961 : Vanina Vanini de Roberto Rossellini.
- 1969 : Les Conspirateurs de Luigi Magni.
- 1974 : Allonsanfàn de Paolo et Vittorio Taviani
- 1995 : Le Hussard sur le toit de Jean-Paul Rappeneau.
- 2009 : Frères d'Italie de Mario Martone.